# Gwyddno
Gwyddno Garanhir ['qwiðno ga'ranhir] („Gwyddno Langschenkel/Kranichbein“), auch Gwyddneu Garanhir, ist eine Sagengestalt aus der Walisischen Mythologie.

## Mythologie
Gwyddno ist der Herrscher des jetzt versunkenen Küstenlandes Cantre'r Gwaelod im Nordwesten von Wales (heute Cardigan Bay). Sein Stammsitz nennt sich Caer Wyddno im Nordwesten von Aberystwyth (Grafschaft Ceredigion). Als der Wächter der Fluttore, die das Land vor den Gezeiten schützen, eines Tages betrunken seine Pflicht versäumt, wird es überflutet.
In der Erzählung Mal y kavas Kulhwch Olwen („Wie Kulhwch Olwen errungen hat“) ist Gwyddno der Besitzer eines unerschöpflichen Esskorbes. Dieser Korb wird in der Tradition als Tri Thlws ar Ddeg Ynys Prydain („eine der dreizehn Kostbarkeiten der Insel Britannien“) bezeichnet. Der Riese Ysbaddaden verlangt von König Arthur und Kulhwch als eine der Aufgaben, um seine Tochter Olwen zu erringen, diesen Korb zu rauben.
„Noch eines: den Korb von Gwyddneu Garanhir ›Langbein‹. Jeder von siebenundzwanzig Männern – selbst wenn sich die ganze Welt um ihn versammelte – würde darin die Speise, die er wünscht, jeder ganz nach seinem Belieben, finden. Ich will daraus in jener Nacht, in der meine Tochter mit dir schläft, essen.“
In einer anderen Überlieferung (Hanes Taliesin – „Die Geschichte Taliesins“) findet Gwyddnos Sohn Elffin am Ufer in einer Wehranlage den von der Hexe Ceridwen ausgesetzten kleinen Gwion Bach, den späteren berühmten Dichter Taliesin.